# アルカン-1-モノオキシゲナーゼ
アルカン-1-モノオキシゲナーゼ（alkane 1-monooxygenase）は、脂肪酸代謝、アラキドン酸、レチノール代謝酵素の一つで、次の化学反応を触媒する酸化還元酵素である。
オクタン + 還元型ルブレドキシン + O2 {\displaystyle \rightleftharpoons } 1-オクタノール + 酸化型ルブレドキシン + H2O
この酵素の基質はオクタン、還元型ルブレドキシン、O2で、生成物は1-オクタノール、酸化型ルブレドキシンとH2Oである。補因子としてヘムを用いる。
組織名はalkane,reduced-rubredoxin:oxygen 1-oxidoreductaseで、別名にalkane 1-hydroxylase、ω-hydroxylase、fatty acid ω-hydroxylase、alkane monooxygenase、1-hydroxylase、alkane hydroxylaseがある。